# 洛爾德斯聖母城 (塞爾希培州)
10°19′12″S 36°34′44″W / 10.32000°S 36.57889°W
洛爾德斯聖母城（葡萄牙語：Nossa Senhora de Lourdes），是巴西的城鎮，位於該國東北部，由塞爾希培州負責管轄，始建於1963年5月13日，面積81平方公里，海拔高度222米，2010年人口6,238，人口密度每平方公里76.95人。